# Xylopia poilanei
Xylopia poilanei är en kirimojaväxtart som beskrevs av Suzanne Ast. Xylopia poilanei ingår i släktet Xylopia och familjen kirimojaväxter. Inga underarter finns listade i Catalogue of Life.